# Rágol
Rágol este o municipalitate din provincia Almería, Andaluzia, Spania, cu o populație de 392 locuitori.